# Joël Ayayi
Joël Ayayi (ur. 5 marca 2000 w Bordeaux) – francuski koszykarz, benińskiego pochodzenia, występujący na pozycji rzucającego obrońcy.
W 2021 reprezentował Los Angeles Lakers podczas rozgrywek letniej ligi NBA.
8 marca 2022 został zwolniony przez Washington Wizards.

## Osiągnięcia
Stan na 9 marca 2022, na podstawie, o ile nie zaznaczono inaczej.
NCAA
- Wicemistrz NCAA (2021)
- Uczestnik rozgrywek Elite 8 turnieju NCAA (2019, 2021)
- Mistrz:
  - turnieju konferencji West Coast (WCC – 2020, 2021)
  - sezonu regularnego WCC (2019–2021)
- Most Outstanding Player (MOP=MVP) turnieju WCC (2020)
- Zaliczony do:
  - I składu:
    - WCC (2021)
    - turnieju WCC (2020)

  - honorable mention:
    - All-American (2021 przez Associated Press)
    - WCC (2020)
- Lider WCC w liczbie zbiórek w obronie (169 – 2021)
- Zawodnik tygodnia WCC (4.01.2021, 11.01.2021)

Reprezentacja
- Brązowy medalista mistrzostw:
  - świata U–19 (2019)
  - Europy U–18 (2018)
- Uczestnik mistrzostw Europy U–16 (2016 – 6. miejsce)
- Zaliczony do I składu mistrzostw:
  - świata U–19 (2019)
  - Europy U–18 (2018)